# Công viên Hyde, Luân Đôn
Công viên Hyde là một công viên công cộng ở Westminster, Đại Luân Đôn, Anh. Đây là một trong bốn công viên thuộc sở hữu của hoàng gia, góp phần tạo nên "lá phổi xanh" của thành phố và được coi là một trong những công viên nội thành lớn nhất và nổi tiếng nhất trên toàn thế giới.
Công viên được thành lập bởi vua Henry VIII vào năm 1536, khi ông lấy đất từ Tu viện Westminster và sử dụng nơi đây thành khu vực săn bắn nai. Công viên mở cửa cho công chúng vào năm 1637 và nhanh chóng trở nên phổ biến.
Công viên Hyde kết nối với Vườn Kensington, tạo thành quần thể rộng 630 mẫu (253 hecta). Công viên bị ngăn cách bởi hồ Serpentine và hồ Nước dài, thành Công viên Hyde và Vườn Kensington.

## Vị trí
Công viên Hyde trực thuộc Công viên Hoàng gia và lớn nhất ở Luân Đôn. Công viên giới hạn ở hướng bắc bởi Đường Bayswater, về hướng đông bởi đường lớn Park Lane và về hướng nam bởi Knightsbridge. Xa hơn về hướng bắc là khu vực Paddington, xa hơn về hướng đông là khu vực Mayfair và xa hơn về hướng nam là Belgravia. Về hướng đông nam, bên ngoài công viên là ngã ba đường lớn của công viên, phía ngoài là Công viên xanh Luân Đôn, Công viên St James và Vườn Cung điện Buckingham. Công viên đã được xếp hạng I trong Danh sách Công viên Lịch sử và Vườn từ năm 1987.
Về hướng tây, Công viên Hyde hợp nhất với Vườn Kensington. Đường phân chia chạy khoảng giữa Cổng Alexandra đến Cổng Victoria qua West Carriage Drive và Cầu Serpentine. Các Serpentine là ở phía nam của khu vực công viên. Vườn Kensington đã tách biệt với Công viên Hyde kể từ năm 1728, khi Vương hậu Caroline chia chúng. Công viên Hyde có diện tích 142 ha (350 mẫu Anh), và Vườn Kensington có diện tích 111 ha (275 mẫu Anh), cho tổng diện tích là 253 ha (625 mẫu Anh).
Vào ban ngày, hai công viên hợp nhất với nhau, nhưng Vườn Kensington đóng cửa vào lúc hoàng hôn và Công viên Hyde vẫn mở cửa suốt cả năm từ 5 giờ sáng đến nửa đêm.

## Buổi hoà nhạc

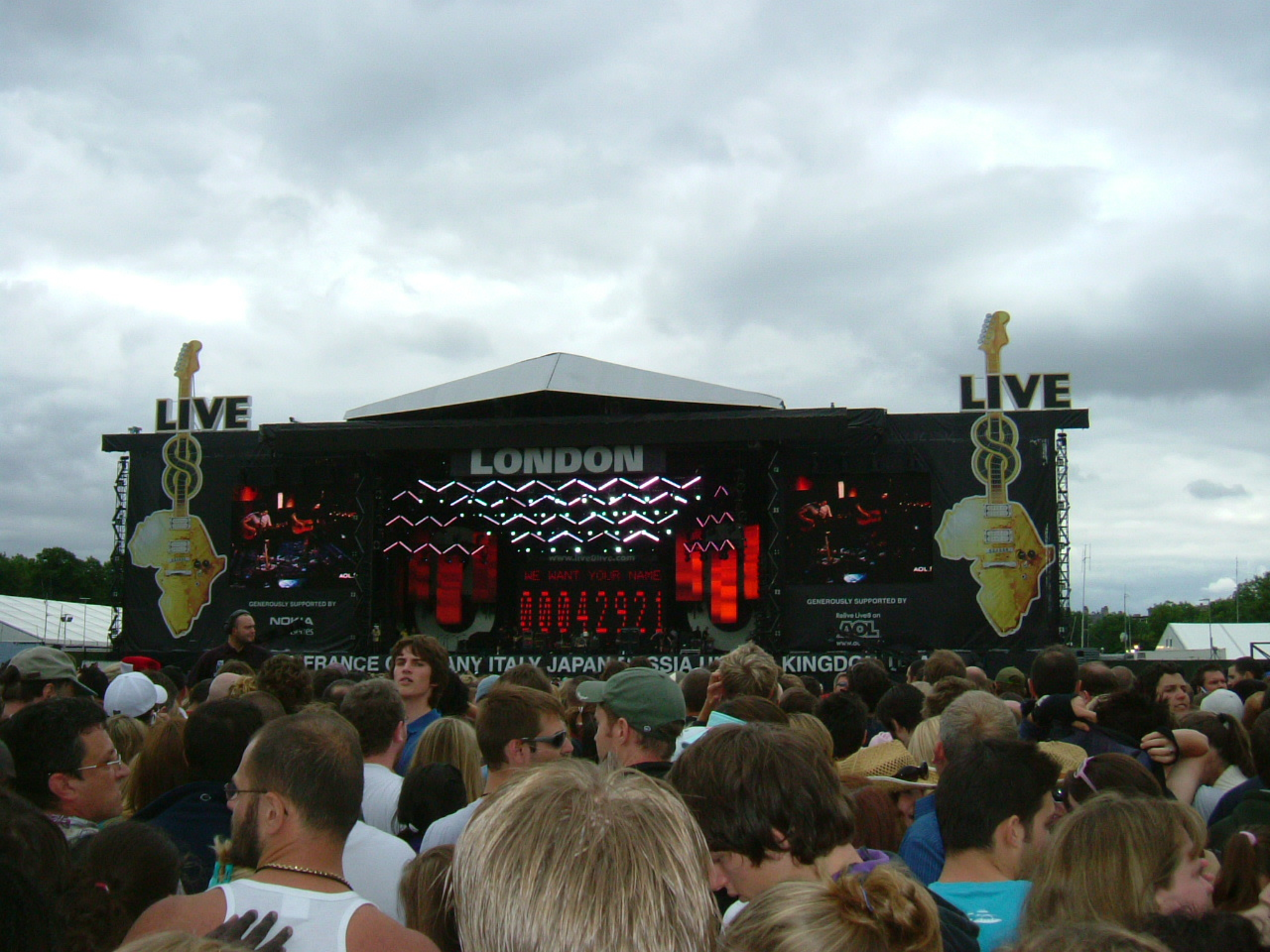
Sân khấu của buổi hòa nhạc Live 8 tại Công viên Hyde (2005)

Công viên Hyde trở thành một địa điểm phổ biến cho các buổi hòa nhạc trong những năm 1890. Các buổi biểu diễn ngoài trời vẫn được tiếp tục vào thế kỷ 20.
Các buổi trình diễn nhạc pop, sự kiện thể thao và sự kiện văn hóa diễn ra thường xuyên, ví dụ như buổi diễn Live 8 vào năm 2005 và khu vực diễn ngoài trời của Last Night of the Proms. Trong những tháng mùa hè, đã có những buổi biểu diễn miễn phí của các nhóm nhạc pop nổi tiếng và ra mắt, được gọi là loạt chương trình Hòa nhạc miễn phí Hyde Park, trong khoảng thời gian từ năm 1968 đến 1976.

## Thể thao
Công viên Hyde có một số cơ sở thể thao, bao gồm một số sân bóng đá và một sân quần vợt. Trong công viên có rất nhiều con đường dành cho xe đạp, và cưỡi ngựa là hoạt động phổ biến tại đây.
Năm 2012, phần thi ba môn phối hợp cho Thế vận hội mùa hè đã diễn ra.

## Giao thông công cộng

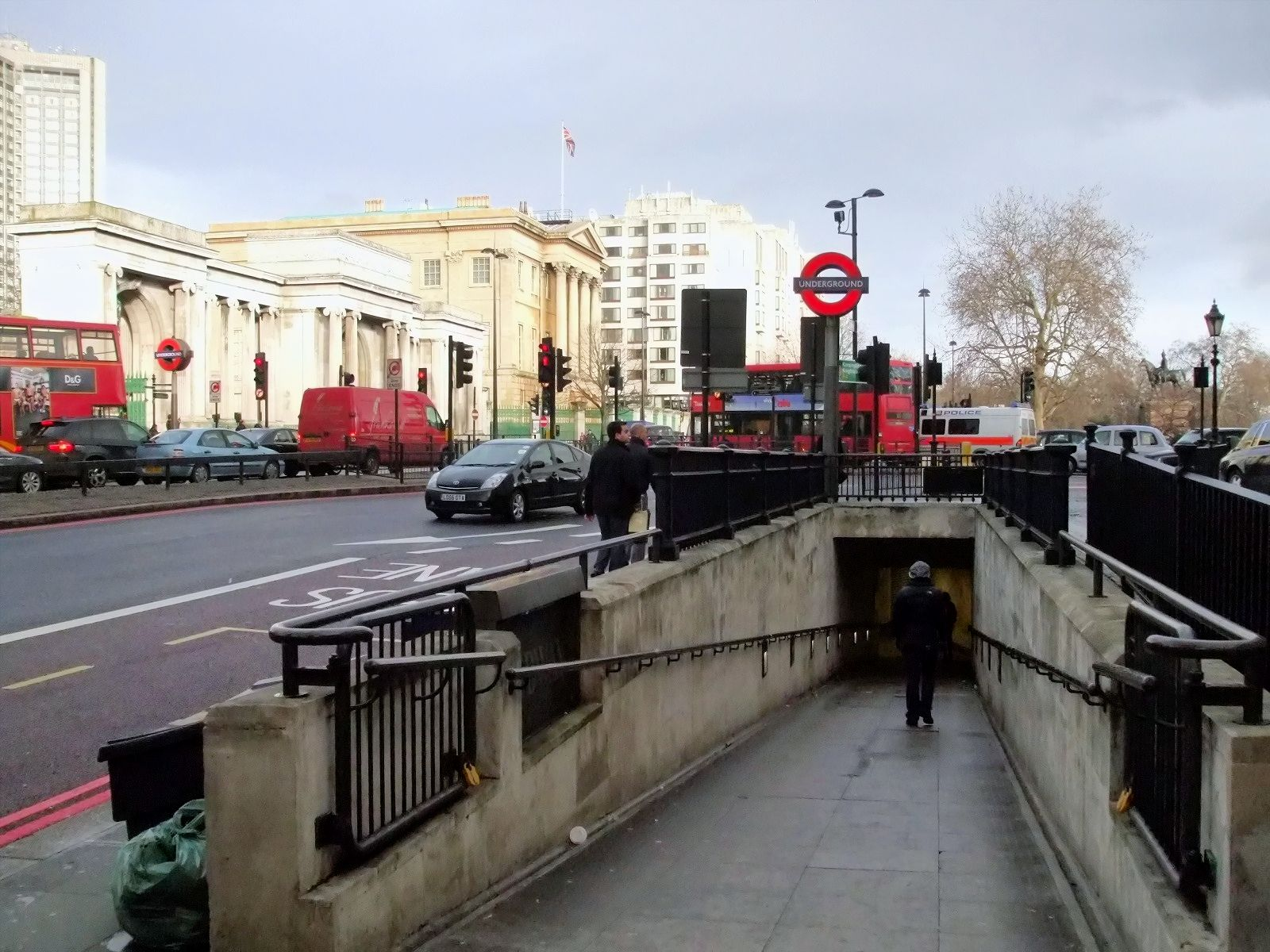
góc công viên Hyde của lối vào ga tàu điện ngầm ở phía tây nam của ngã ba đường

Có năm ga tàu điện ngầm Luân Đôn nằm trên và gần rìa của Công viên Hyde và Vườn Kensington (tiếp giáp với Công viên Hyde). Ga điện ngầm hỗ trợ người đi bộ có thể trực tiếp đến thẳng công viên. Theo thứ tự chiều kim đồng hồ quanh khu vực công viên bắt đầu từ phía đông nam, chúng là:
- Rìa Công viên Hyde (đường Piccadilly)
- Knightsbridge (đường Piccadilly)
- Đường cao tốc (đường trung tâm)
- Cổng Lancaster (đường trung tâm)
- Cổng Marble Arch (đường trung tâm)